# Andor Németh (scriitor)
Andor Németh (n. 28 decembrie 1891, Celldömölk, Vas, Ungaria – d. 13 noiembrie 1953, Budapesta, Republica Populară Ungară) a fost un scriitor, poet, traducător și critic literar maghiar.

## Biografie
S-a născut în familia unor evrei săraci: Márk Német și soția lui, Aranka Grünfeld. După ce familia s-a mutat la Szombathely el a urmat primele șase clase la școala fraților premonstratenzi. Ultimele două clase le-a urmat la Cluj, unde a devenit cunoscut ca un poet talentat. După absolvire, în anul 1909, a lucrat ca jurnalist, fără plată, la ziarul Kolozsvári Újság, cunoscându-i astfel pe Ernő Osvát și Endre Ady. În vara anului 1910 a scris în câteva ore piesa de teatru cu subiect polițist Veronika tükre. Apoi a predat pentru o scurtă perioadă de timp la Szolnok. Piesa Veronika tükre a fost prezentată în 1913 cercului Galilei Kör, al cărui vicepreședinte era.
A urmat Colegiul de Artă de la Universitatea din Budapesta. A început o carieră de poet și după ce a experimentat o vreme poezia simbolistă s-a orientat către avangardă, iar poemele sale au apărut în revistele lui Lajos Kassák. În 1914 a vrut să-și continue studiile la Paris, unde l-a cunoscut pe Apollinaire. În timpul Primului Război Mondial a fost internat ca suspect și deținut aproximativ cinci ani în diverse lagăre (povestea internării este prezentată de Aladár Kuncz în romanul Mănăstirea neagră). Această experiență i-a afectat cariera de scriitor, așa că ani de zile nu a mai scris aproape deloc. În perioada existenței Republicii Sovietice Ungaria a fost atașat de presă la Ambasada Ungariei de la Viena. După desființarea republicii nu s-a mai putut întoarce în Ungaria și în perioada 1919-1926, cu excepția unei misiuni la Berlin, a trăit în exil la Viena. A început aici o carieră de critic, scriind eseuri despre filozofia lui Diogene și a altor emigranți aflați la Viena, pe care le-a publicat în revistele Bécsi Magyar Újság și Vasárnap. Împreună cu Kassák a editat publicația 2 X 2. A publicat poezii și povestiri în ziarele de limba germană, dar și în revistele maghiarilor din Cehoslovacia și Transilvania. S-a împrietenit cu Tibor Déry și Attila József. În 1926 s-a întors în Ungaria și a lucrat la publicațiile Dokumentum, A Toll, Az Ujság și apoi la Szép Szó. Pe 19 aprilie 1934 s-a căsătorit în cartierul Terézváros din Budapesta cu Judit Szegő, fiica lui Béla Szegő și a lui Hermin Parieser, iar unul dintre martori a fost Frigyes Karinthy. În timpului celui de-al Doilea Război Mondial a trăit în Franța, aflându-se din 1938 până în 1947 în al doilea exil la Cassis, apoi la Marsilia și în cele din urmă la Montauban. Social-democrații maghiari l-au chemat în Ungaria în 1947, iar el a devenit redactorul șef al revistei de orientare comunistă Csillag. Nu i s-a mai găsit loc în epoca Rákosi și a fost concediat în august 1950, deși articolele sale de critică literară au continuat să apară în Forum și Csillag. În 1953 s-a îmbolnăvit grav și nu s-a mai putut deplasa, murind destul de repede.
Andor Németh a fost un tip controversat de scriitor, a urmat mai multe direcții diferite și a încercat mai multe genuri literare, fiind afiliat mai multor curente literare. I-a cunoscut din tinerețe pe Ady, Karinthy și Osvát. El a fost o figură importantă a vieții literare interbelice, a citit literatură mondială și eseuri filozofice, a fost inspirat de Kafka, Proust, Thomas Mann, Bloch și Heidegger și i-a influențat la rândul său pe Kosztolányi, Karinthy, Déry și mai ales pe prietenul său, Attila József. Contemporanii săi îl amintesc atât ca pe un scriitor, cât și ca pe un om cu o minte ascuțită, adesea înspăimântat. Deși a tradus romane și ghiduri de călătorie din trei limbi străine (engleză, franceză, germană) și a scris cărți polițiste și  biografii ale unor personalități istorice austriece și franceze, operele sale cele mai valoroase sunt eseurile și studiile de critică literară.Multe dintre lucrările sale sunt încă nepublicate, iar manuscrisele se află în Muzeul Literar Petőfi.
A tradus în limba maghiară multe opere din literatura universală (Balzac, Dumas, Hauptmann, Hemingway, Hugo, Malraux, Maurois, Somerset Maugham, Sinclair Lewis, Tolstoi, Zola, Zweig etc.).

## Memorie
În octombrie 2005, cu ocazia anului memorial Attila József, a avut loc o conferință la Biblioteca Kresznerics Ferenc din Celldömölk, fiind amplasată o placă memorială în amintirea lui pe clădirea gării din localitatea natală.

## Lucrări
- Felső-Olaszország; Lloydkönyvek Kiadóhivatala, Bp., 1929 (Lloyd utikönyvek)
- Ausztria; szerk. Németh Andor; Athenaeum Ny., Bp., 1930 (Lloyd utikönyvek)
- Magyarország; Lloydkönyvek Kiadóvállalat, Bp., 1930
- Zsidó írók. 18 elbeszélés; összeáll., ford. Németh Andor; Tabor, Bp., 1936 (Tabor. A zsidó irodalom barátai)
- Egy foglalt páholy története. Regény; Almanach, Bp., 1942 (Karinthy környezetéről, a Hadik kávéházról; spanyolul is)
- József Attila; Cserépfalvi, Bp., 1944
- József Attila és kora (a Csillag c. lapban, 1947; kötetben: A szélén behajtva, 1973), illetve Németh Andor: József Attiláról. Budapest 1989)
- A betű mestere. Tótfalusi Kis Miklós életregénye; Szépirodalmi, Bp., 1954
- A szélén behajtva. Válogatott írások; sajtó alá rend. Réz Pál, bev. Déry Tibor; Magvető, Bp., 1973
- József Attiláról; sajtó alá rend. Réz Pál; Gondolat, Bp., 1989
- József Attila; 2. jav. kiad.; Akadémiai, Bp., 1991 (Egyéniség és alkotás)

### Literatură polițistă
- 5 povestiri polițiste, Arthur Koestlerrel közösen:
- A kék szappanhab. Regény; Világvárosi Regények Kiadóvállalat, Bp., 1933 (Köztisztviselők szórakoztató áruértesítője)
- A sárga kimonó. Regény; Világvárosi Regények Kiadóvállalat, Bp., 1933 (Világvárosi regények)
- Kérem a következő urat; Világvárosi Regények Kiadóvállalat, Bp., 1933 (Világvárosi regények)
- A 313-as akta. Regény; Világvárosi Regények Kiadóvállalat, Bp., 1933 (Világvárosi regények)
- Arthur Koestler–Németh Andor: Wie ein Mangobaumwunder[7] (A Sanda Kandúr, Baron Gyula ötletéből);[8] Das Neue Berlin, Berlin, 1995
- Arthur Koestler–Németh Andor: Au chat qui louche (A Sanda Kandúr); utószó Phil Casoar, németből és magyarból franciára ford. Chantal Philippe; Calmann-Lévy, Paris, 1996 (Petite bibliothèque européenne du XXe siècle)
- Arthur Koestler–Németh Andor: Nagyvárosi történetek (A Sanda Kandúr. Hajsza egy mesterhegedű körül / A sárga kimonó / A 313-as akta / A kék szappanhab / Kérem a következő urat); Polgár, Bp., 1997 (Polgár könyvek)

### Lucrări istorice
- Horváth Zoltán–Németh Andor: A kegyenc. Gróf Teleki László élete; Pantheon, Bp., 193? (Sorsok és emberek)
- A párisi kommün. 1871; Pantheon, Bp., 1932 (Sorsok és emberek)
- Mária Terézia; Grill, Bp., 1938 (spanyolul is)
- A császár-diktátor; Renaissance, Bp., 1939
- Metternich vagy A diplomácia magas iskolája; Grill, Bp., 1939 (spanyolul is)
- Előhang negyvennyolchoz; Szocialista könyvbarátok, Bp., 1948
- Mária Terézia; Pesti Szalon, Bp., 1996 (Regényes történelem)
- Metternich vagy A diplomácia magasiskolája; 2. jav. kiad.; PolgART, Bp., 1999

### Teatru
- Veronika tükre. Legenda; Athenaeum, Bp., 1913 (Modern könyvtár) – dramă polițistă într-un act

### Critică literară
- Fényes Samu és írásai. Néhány elemzés; Diaspora, Wien, 1931 (Fényes Samu válogatott munkái)
- Kafka ou Le mystére juif; franciára ford. Victor Hintz; Vigeneau, Paris, 1947